# 안강현
안강현(安康縣)은 현재의 경상북도 경주시 북부에 있었던 옛 행정 구역이다.

## 지명 유래
원래 안강은 무인 하천 지역이었으나 칠평천 유수의 변천으로 민가가 형성되었고 신라 경덕왕때 주민의 평안함을 염원하는 뜻에서 “안강”이라 칭하게 되었다.

## 역사
- 삼한시대 음즙벌국(音汁伐國)의 영역으로 추정된다. 삼척의 실직곡국과의 영토분쟁이 일어나고 그 과정에서 신라에 정복되었다. 이후 음즙화현(音汁火縣)과 비화현(比火縣)이 설치되었다.
- 757년 비화현이 안강현(安康縣)으로 개칭되어 음즙화현과 함께 흥해군의 영현이 되었다. 뒤에 음즙화현이 안강현에 합병되었다.
- 1018년 경주의 속현이 되었다.
- 1390년 감무를 파견하여 주현으로 승격하였다.
- 1394년 다시 경주의 속현이 되었다.
- 경주에 면리제가 시행되면서 속현인 안강현에도 강동면과 강서면이 설치되었다. 이후 속현이 완전히 폐지되면서 경주부 강동면과 강서면이 되었다.
- 1949년 5월 20일 강서면이 안강읍으로 승격하였다.

옛 안강현 지역은 경주시의 안강읍과 강동면이 되어 현재에 이른다.